# Réserve naturelle nationale des sites géologiques de l'Essonne
La réserve naturelle nationale des sites géologiques de l'Essonne (RNN96) est une réserve naturelle nationale située au Sud de l'Île-de-France dans le département de l'Essonne. Classée en 1989 et modifiée en 2011, la réserve a pour objectif de protéger le stratotype Stampien. Elle occupe une surface de 27 ha répartie en treize sites sur dix communes. Les affleurements protégés sont aussi bien d'origine naturelle qu'artificielle (anciennes carrières).
Les habitats naturels qui se sont développés sur ce socle géologique sédimentaire présentent également un intérêt sur le plan de la biodiversité, avec notamment des pelouses calcaires.

## Histoire du site et de la réserve

### Stratotype stampien
L'étage stampien a été créé par Alcide d'Orbigny en 1852. Il a été redéfini ultérieurement à partir de 1964. Les sites stratotypiques se trouvent dans la région d'Étampes d'où son nom.

### Mise en réserve
L'idée de conserver le patrimoine géologique du stampien est apparu au début des années 1970 dans différentes commission départementales. En septembre 1974, le site de la « sablière de Villemartin » situé sur le territoire de la commune de Morigny-Champigny a été protégé comme site classé. Puis, en 1980, le conseil départemental de l'Essonne a acquis le site ainsi que celui de la « Vallée au loups » à Ormoy-la-Rivière, tandis que la « carrière des Sablons » à Auvers-Saint-Georges est louée à son propriétaire.
Le décret de classement de la réserve a été publié le 17 juillet 1989.
À partir de 1997, le conseil départemental a acquis 3 ha de la future réserve au titre des espaces naturels sensibles.

## Localisation

Les 13 sites de la Réserve naturelle nationale des sites géologiques de l'Essonne.

La réserve naturelle se trouve en Île-de-France dans le département de l'Essonne. Elle comprenait initialement des sites sur les cinq communes d'Auvers-Saint-Georges, Chauffour-lès-Étréchy, Ormoy-la-Rivière, Saint-Hilaire et Saulx-les-Chartreux pour une surface total de 4,82 ha. Le décret de 2011 a ajouté les sites des cinq communes de Chalo-Saint-Mars, Itteville, Méréville, Morigny-Champigny et Villeneuve-sur-Auvers et porté la surface à 27 hectares.
Les treize sites se trouvent en majorité autour de la vallée de la Juine dans l'Etampois, au carrefour de la Beauce, du Hurepoix et du Gâtinais français. L'altitude des sites varie de 70 m à 140 m.
| Site                         | année de classement | commune               | surface (ha) |
| ---------------------------- | ------------------- | --------------------- | ------------ |
| Carrière des Sablons         | 1989                | Auvers-Saint-Georges  | 1,02         |
| Pierrefitte                  | 1989                | Saint-Hilaire         | 0,16         |
| Carrière du bois de Lunézy   | 1989                | Saulx-les-Chartreux   | 0,68         |
| Pente de la Vallée aux Loups | 1989                | Ormoy-la-Rivière      | 0,37         |
| Sablière de Villemartin      | 1989                | Morigny-Champigny     | 0,30         |
| Coteau des Verts Galants     | 1989                | Chauffour-lès-Étréchy | 2,28         |
| Monceaux                     | 2011                | Morigny-Champigny     | 0,81         |
| Carrière du Mississipi       | 2011                | Morigny-Champigny     | 11,10        |
| Four blanc                   | 2011                | Chalo-Saint-Mars      | 1,22         |
| Grouette des buis            | 2011                | Chalo-Saint-Mars      | 1,30         |
| Moulin des cailles           | 2011                | Méréville             | 0,54         |
| Butte du puits               | 2011                | Villeneuve-sur-Auvers | 6,82         |
| Chemin d'Orgemont            | 2011                | Itteville             | 0,29         |

## Écologie

### Paléontologie

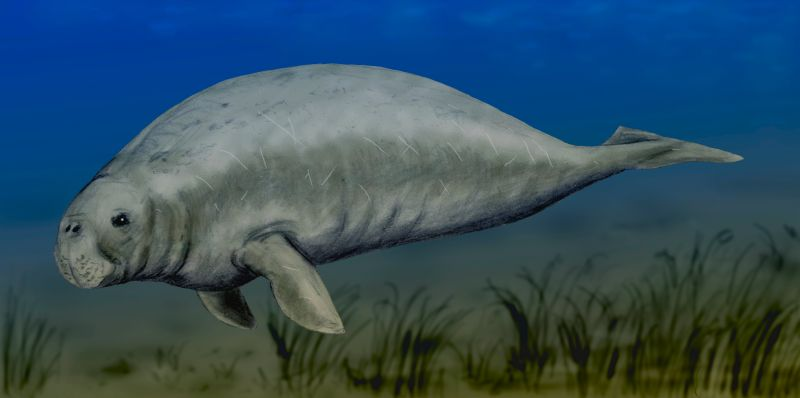
Reconstitution d'Halitherium schinzii.

Le stratotype stampien correspond dans la nomenclature actuelle au Rupélien ou Oligocène inférieur. Le Stampien, soit entre -33,7 et -28 millions d'années, est la période à laquelle a eu lieu la dernière et plus importante transgression marine dans le Bassin parisien. Ainsi les sites de la réserve présentent majoritairement des vestiges de milieux marins. Le site d'Auvers-saint-Georges a permis la mise au jour d'un fossile de mammifère marin apparenté aux lamantins et dugongs modernes : le Halitherium schinzii.
Le site de Saulx-les-chartreux est lui original puisque l'exploitation de l'ancienne carrière de sable de Lunézy a révélé une forêt fossilisée de 65 souches et de troncs couchés silicifiés de Taxodiaceae de l'Oligocène.

### Flore et faune
Les milieux naturels sont également originaux comme les coteaux calcaires des Verts-Galants à Chauffour-lès-Étréchy et à Saint-Hilaire. Pour ce dernier site, un périmètre de protection de 25 ha est mis en place.
Les pelouses calcicoles abritent des espèces floristiques d'affinité méditerranéenne : Cardoncelle molle, Hélianthème des Apennins, Laîche de Haller.

## Intérêt touristique et pédagogique
Des panneaux d'interprétation sont en place sur certains sites, notamment à Auvers-Saint-Georges et Chauffour-lès-Étréchy. L'accès au site de Saulx-les-Chartreux, propriété départementale se trouvant dans le périmètre d'une sablière en cours de restauration, est actuellement interdit pour des raisons de sécurité. Le site de Saint-Hilaire, non clôturé, est une propriété privée. Ce site a été beaucoup pillé avant sa mise en réserve c'est pourquoi on n'y trouve plus que très peu de fossiles. Il a surtout une importance historique.

## Administration, plan de gestion et règlement

### Outils et statut juridique
La réserve naturelle a été créée par un décret du 17 juillet 1989. Un nouveau décret du 20 avril 2011 a confirmé le classement et étendu la réserve naturelle.
Le décret de 2011 indique qu'« il est interdit de porter atteinte, de quelque manière que ce soit, aux fronts de taille et de prélever les roches, les minéraux et les fossiles à l’intérieur de la réserve naturelle ».
L'ensemble des sites est protégé comme espaces naturels sensibles. Ils font partie de sites classés ou inscrits, à l'exception du site du nord du département.

### Gestionnaire
Depuis 2012, la gestion de la réserve est assurée par le conseil départemental de l'Essonne. Il est propriétaire de plusieurs parcelles de terrain dans le périmètre de la réserve, au titre des espaces naturels sensibles. Avant 2012, la gestion était assurée par l'association « Essonne Nature Environnement ».

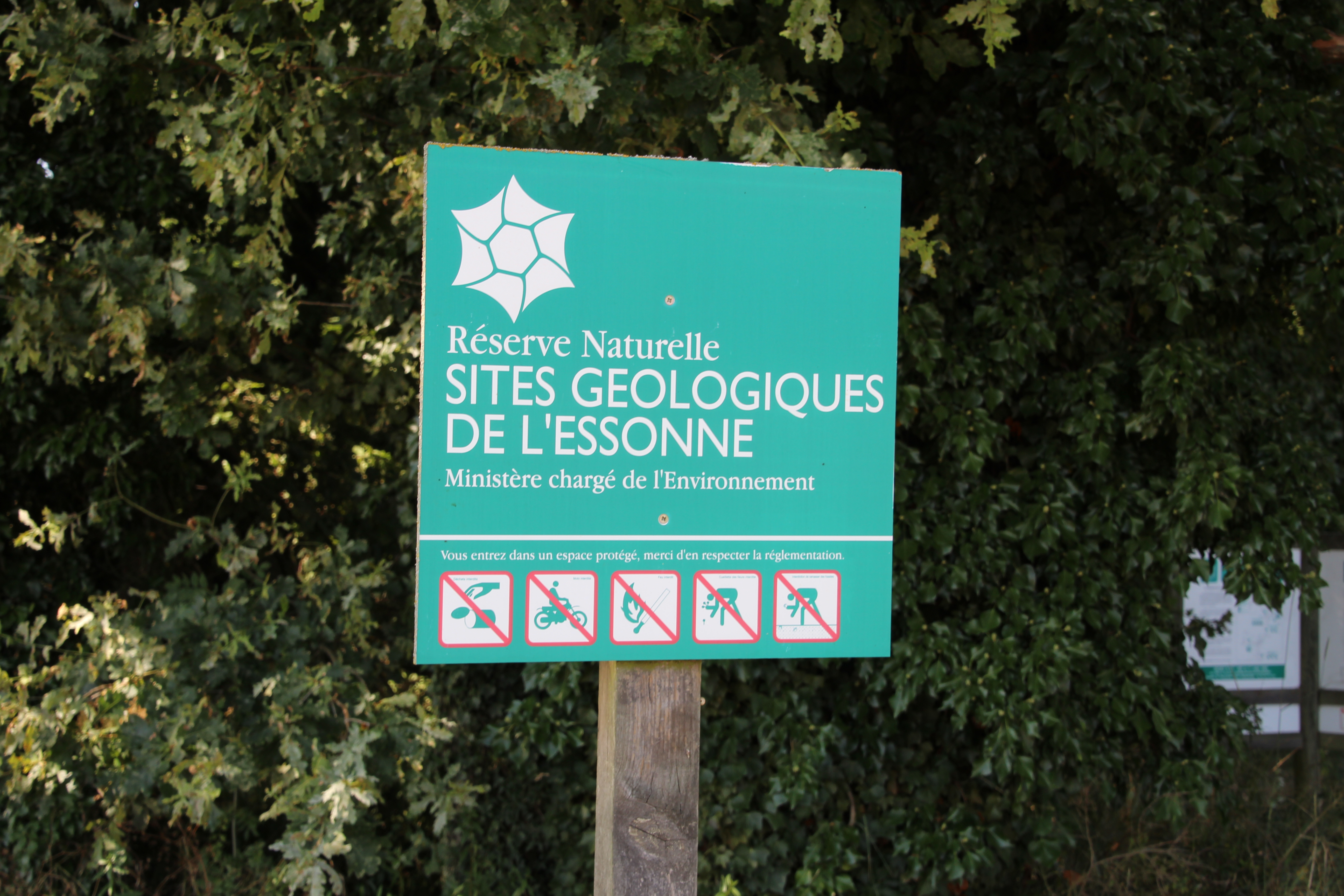
Sablière de Villemartin.
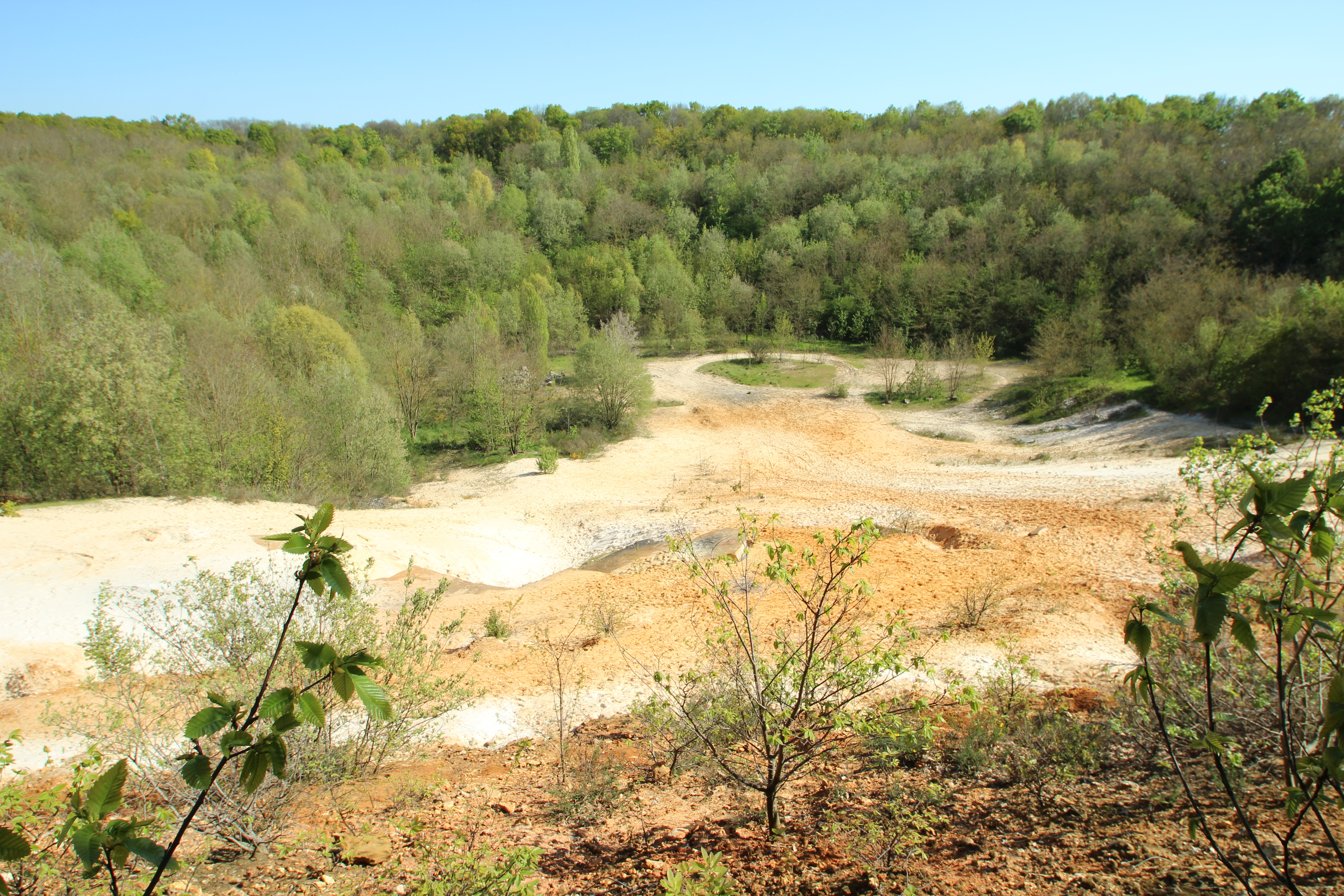
Sablière du bois de Lunezy.
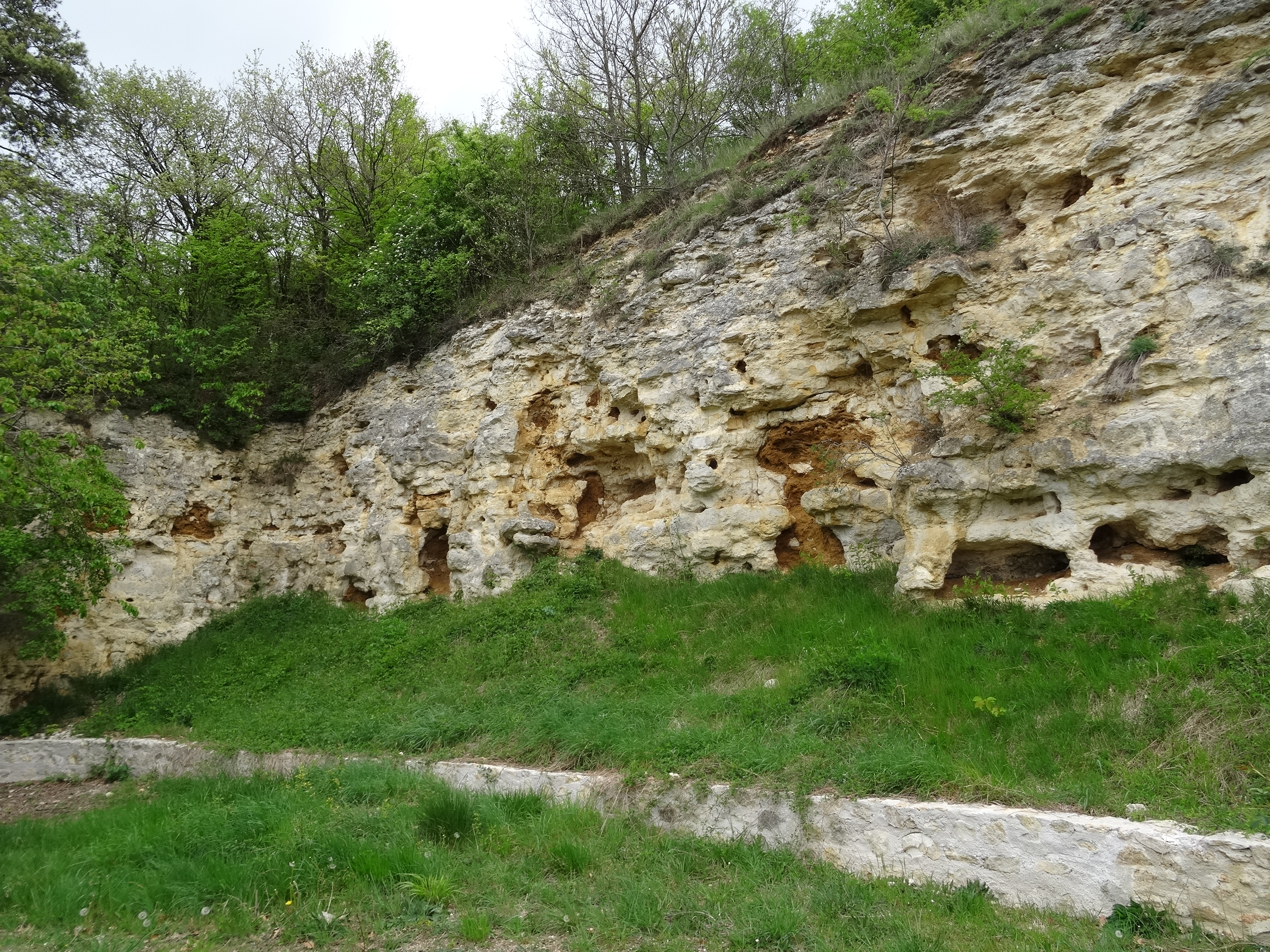
Coteaux des Verts-galants.
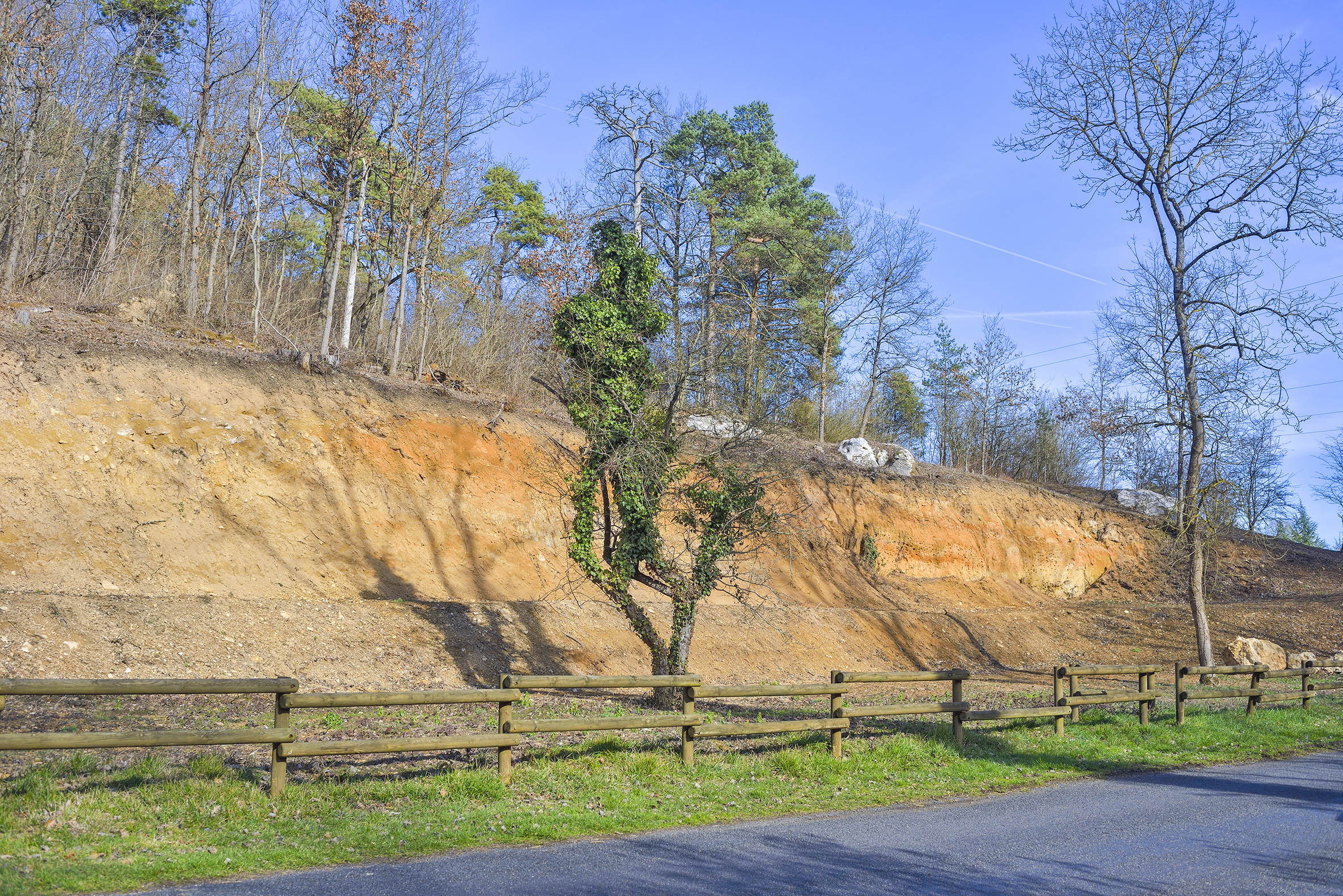
Gisement de Pierrefitte.